# بردیاش (شهرستان زیلایرسکی، باشقیرستان)
بردیاش (انگلیسی: Berdyash, Zilairsky District, Republic of Bashkortostan) یک شهرک در شهرستان زیلایرسکی استان باشقیرستان کشور روسیه است.